# Cinéma du look
 (janvier 2023).
Si vous disposez d'ouvrages ou d'articles de référence ou si vous connaissez des sites web de qualité traitant du thème abordé ici, merci de compléter l'article en donnant les références utiles à sa vérifiabilité et en les liant à la section « Notes et références ».

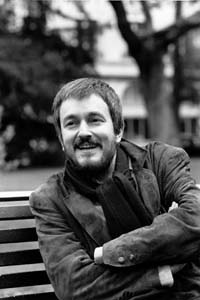
Jean-Jacques Beineix, un des cinéastes du Cinéma du look.

Le cinéma du look est un mouvement du cinéma français des années 1980 et 1990.

## Caractéristiques
Les films de ce courant se caractérisent par une écriture baroque et décalée qui tranchait alors sur le tout venant du cinéma naturaliste français. Certains films reprennent le rythme et l'esthétique des clips ou des spots publicitaires. Le texte de référence, « Trois néobaroques français : Beineix, Besson, Carax, de Diva au Grand Bleu », écrit par Raphaël Bassan, est publié dans La Revue du cinéma no 449. Son influence a été grande surtout pour la critique américaine et anglo-saxonne. Le texte est traduit en anglais en 2007.
Ce texte écrit en 1989 prenait en compte le cinéma des années 1980. D’autres cinéastes peuvent rentrer dans cette catégorie pour leurs films réalisés à l’époque : André Téchiné, Virginie Thévenet, Jean-Pierre Jeunet ou Raoul Ruiz.[réf. nécessaire] Un grand nombre d'articles sont publiés dans des blogs.
Avec Holy Motors, Leos Carax revient, sous la forme d’un manifeste, au cinéma du look de ses débuts, esthétique qu’il magnifie de manière exemplaire, comme le note Scott Fundas dans Film Comment (en).
Parmi les cinéastes français actuels, Serge Bozon, Yann Gonzalez ou Bertrand Mandico peuvent prolonger cette veine.[réf. nécessaire]

## Films
- Luc Besson
  - Subway (1985)
  - Le Grand bleu (1988)
  - Nikita (1990)
  - Léon (1994)
- Leos Carax
  - Boy Meets Girl (1984)
  - Mauvais Sang (1986)
  - Les Amants du Pont-Neuf (1991)
- Jean-Jacques Beineix
  - Diva (1981)
  - La Lune dans le caniveau (1983)
  - 37°2 le matin  (1986)